# سوربن (بابل)
سوربن، روستایی است از توابع بخش گتاب شهرستان بابل در استان مازندران ایران.

## جمعیت
این روستا در دهستان گتاب شمالی قرار دارد و براساس سرشماری مرکز آمار ایران در سال ۱۳۸۵، جمعیت آن ۴۴۱ نفر (۱۰۹خانوار) بوده‌است.

## وجه تسمیه نام
نام‌های اماکنی که با سور جزء ترکیب دارند، می‌توانند با دو وجه متفاوت تحلیل شوند و به سبب درستی هر دو صورت از تعبیرات دوگانه، رد یا قبول آن‌ها آسان نخواهد بود.
- ابتدا می‌توان سور sur را همان سو (su) در ترکیبات سوت sut و سوته sutē و سوتک sutak و سوتاک دانست که در زبان طبری معنای نور و روشنایی حاصل از شعله‌های آتش دارد که وقتی با پسوند‌های مکان از جمله بن و ک و واحد دفاعی کلا ترکیب شود، جهت سهولت در گفتار (ر) به سو اضافه می‌شود، بدون آنکه بار معنایی تازه‌ای به آن داده‌شود. با این نگاه ویژه به واژه سور میتوان کلمه سو در طبری را دید.

- اما تعبیر دیگر سور در این زبان (طبری) بدون عنایت به فرضیه‌ی بالا، سور (sur) و سر (sor) طبری خواهد بود که معادل فارسی سَرو (sarv) را در این زبان دارد. در نامیدن این درخت سخت چوب و سوزنی برگ که در حوزه‌های زبانی طبری در شرق و غرب و جلگه و کوهستان مازندران حتی قلمروی فرهنگی این زبان در رودبار‌های لار، جاجرو ، دماوند، ارنگه و طالقان که مشهور به سور و سر sor است، اتفاق گویش وجود دارد. آبادی‌هایی که با واژه‌ی درخت ترکیب نام دارند، ابتدا در جنگلی پوشیده از نوع درختان خاص برای اولین بار بنیاد گذاشته می‌شوند و بهره برداری تدریجی با اقدام به قطع درختان طی سده‌های طولانی، سبب نابودی جنگلِ پیرامون آن‌ها می‌گردید و تنها واژه‌ای بی‌‌‌‌‌محتوا درترکیب نام آبادی به جا می‌ماند. نمونه‌ی آن سرولات در شرق گیلان و سورکش در دره‌ی کتول است. این درخت در زبان پهلوی سرو sarv و در بُندهش سرب sarb و سور و سر زبان طبری اشکال متنوع این نام در حوزه‌ی زبان‌های گذشته و کنونی در ایران است. سرو درختی راست قامت و همیشه سبز و از شاه درختانِ اساطیری ایران است که در عرصه‌های گوناگون اساطوره، مذهب و ادب، شهرتی مستغنی از هر تعریف دارد.

بن در سوربن همان معنای مشترک زبان فارسی با طبری است و مراد از آن مفاهیم پا و پائین و زیر است. با توجه به این تعریف منظور از سوربن می‌تواند اقامتگاه پائینِ جنگلِ سرو یا آبادی واقع در بخش پائین نور (سو)ی شعله‌ی آتشگاه باشد.